# South Georgia Survey

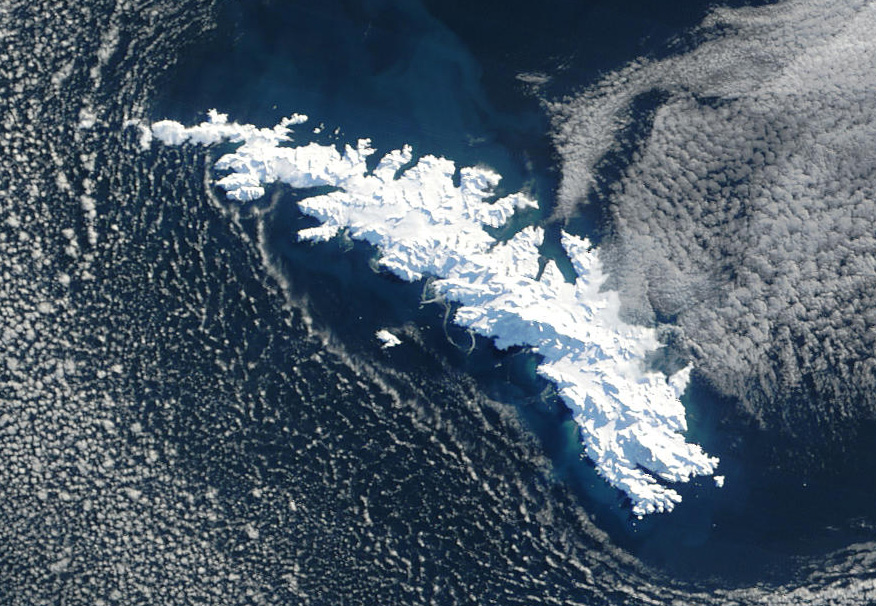
Isla San Pedro (Georgia del Sur).

El South Georgia Survey (en español: Relevamiento de San Pedro (Georgia del Sur)) fue un relevamiento topográfico llevado a cabo mediante varias expediciones realizadas entre 1951 y 1957, con el objetivo de relevar y levantar mapas de la isla San Pedro (Georgia del Sur), comandadas por Duncan Carse.
Si bien la isla San Pedro había sido operada de manera comercial como un puesto ballenero durante la primera mitad del siglo XX, se desconocía su interior, y los pocos mapas existentes se basaban en un reconocimiento realizado originalmente por James Cook, quien desembarcó en la isla en 1775.
Las Investigaciones de la isla San Pedro tenían por objetivo realizar mapas modernos de alta calidad que abarcaran toda la isla, la tarea se realizó a lo largo de cuatro campañas de verano: 1951–52, 1953–54, 1955–56, y 1956–57.
El revelamiento fue financiado por la Royal Geographical Society, la Falkland Islands Dependencies, Odhams Press, y otros financistas privados. La War Office y el Ministerio de Suministros proveyeron raciones de invierno para 250 días-hombres, junto con un préstamo de ropa y equipo. El transporte hacia y desde la isla San Pedro fue realizado en barcos utilizados para proveer suministros a las estaciones balleneras y transportar aceite de ballena hacia los centros de consumo. Los miembros del equipo de relevamiento a menudo navegaban a bordo de los buques balleneros para relevar las costas de la isla y para ser desembarcados o recogidos en sus tareas de reconocimiento del interior de la isla. El reconocimiento utilizó el puesto ballenero de Grytviken como base de operaciones en la isla San Pedro, alojándose en la cárcel de Grytviken, que contaba con espacio para 3 o 4 hombres y por lo general estaba desocupada.

## Campaña 1951–1952
La primera expedición estaba compuesta por seis hombres: Carse, el segundo al mando Kevin Walton, los agrimensores Gordon Smillie y John Heaney, el geólogo Alec Trendall, y el montañista Walter Roots. La expedición partió de Glasgow en el barco ballenero Southern Opal el 16 de septiembre de 1951, y llegó a la isla San Pedro el 11 de noviembre.
Los objetivos de esta campaña eran realizar el mapa de la costa suroeste de la isla entre el cabo Decepción y la bahía Rey Haakon, y relevar el interior de la isla al sur y al oeste de la Cordillera de San Telmo (el lateral del lado opuesto a las estaciones balleneras).
El relevamiento se vio afectado a comienzos de enero cuando el geólogo Trendall cayó en una grieta y se dañó su pierna izquierda. El grupo debió transportar a Trendall a Grytviken, tarea que les demandó una semana, en Grytviken fue atendido en el hospital de los balleneros y enviado de regreso a Inglaterra a bordo del Orwell. Los otros miembros de la expedición continuaron con el relevamiento de la isla a fines de enero trabajando hasta finales de marzo, y al final de la temporada aproximadamente el 35–40% del interior de la isla había sido relevado. El relevamiento encontró que la isla San Pedro era algo más angosta que lo que se había indicado en los mapas existentes, y ello permitió estimar que muy probablemente el relevamiento pudiera completarse en tres campañas. El 18 de abril el grupo partió de regreso desde la isla San Pedro, a bordo del Southern Opal.

## Campaña 1953–1954
Para la segunda campaña el equipo estuvo formado por cuatro hombres: el médico K. Warburton, además de Carse, Smillie, y Trendall que habían tomado parte de la primera campaña. Partieron de Glasgow el 29 de agosto de 1953 a bordo del Polar Maid y llegaron al puerto Leith el 10 de octubre.
Al comienzo de la expedición Warburton se enfermó probablemente con una úlcera péptica. Lo dejaron en Grytviken, y a comienzos de 1954 lo enviaron de regreso a bordo del Orwell. Los tres miembros restantes trabajaron sobre el relevamienmto, pero sus tareas se vieron dificultadas por mal tiempo y la partida prematura de Smillie. El 17 de abril Carse y Trendall partieron de la isla San Pedro a bordo del Southern Opal.
Las Investigaciones de la isla San Pedro de Carse no realizaron una campaña durante el verano 1954–55. Sin embargo, la zona fue recorrida por la Expedición Británica a San Pedro liderada por George Sutton. Si bien el propósito principal de esta expedición era el montañismo, ellos realizaron algunos relevamientos, y sus resultados fueron incorporados a los mapas finales preparados por el equipo de Carse.

## Campaña 1955–1956
La tercera campana fue la más ambiciosa y el grupo estuvo formado por ocho hombres. Carse fue el líder, y Warburton era el doctor y segundo al mando. Los dos agrimensores eran Tony Bomford y Stan Paterson. George Spenceley era el fotógrafo, y además había tres montañistas: Tom Price, Louis Baume, y John Cunningham.
En la preparación se decidió trabajar sobre cuatro zonas que aún no habían sido relevadas. Un objetivo secundario fue establecer cual fue la ruta que siguió Ernest Shackleton en su famosa travesía invernal en 1916 durante la Expedición Imperial Transantártica.
El grupo llegó al puerto de Leith el 24 de septiembre de 1955, a bordo del Southern Opal. El relevamiento en esta tercera campaña logró completar las cuatro zonas en blanco en el mapa de la isla, y en identificar ciertos segmentos inciertos de la travesía de Shackleton. El grupo zarpó de regreso el 3 de abril de 1956 a bordo del Southern Garden.

## Campaña 1956–1957
Carse regresó solo para completar el relevamiento de unas pocas zonas pendientes. Permaneció en la isla San Pedro desde el 25 de septiembre hasta mediados de noviembre.